# Chelipoda nigraristata
Chelipoda nigraristata är en tvåvingeart som beskrevs av Yang, Grootaert och Horvat 2004. Chelipoda nigraristata ingår i släktet Chelipoda och familjen dansflugor. Inga underarter finns listade i Catalogue of Life.